# Clathroterebra pseudofortunei
Clathroterebra pseudofortunei is een slakkensoort uit de familie van de Terebridae. De wetenschappelijke naam van de soort is voor het eerst geldig gepubliceerd in 2008 door Aubry.